# Jacek Pałucha
Jacek Pałucha (ur. 24 czerwca 1966 w Częstochowie) – polski malarz, aktor, scenograf, wokalista i autor tekstów. Laureat Nagrody Prezydenta Miasta Częstochowy w Dziedzinie Kultury w roku 2009.

## Życiorys

### Edukacja
Absolwent IV Liceum Ogólnokształcącego im. Sienkiewicza w Częstochowie i Akademii Sztuk Pięknych w Warszawie (1993, wydział malarstwa w pracowni prof. Wiesława Szamborskiego). 

### Kariera
Założyciel i lider zespołów muzycznych: Formacja Nieżywych Schabuff (1982–1989), Furmanka, Superpałka i najeźdźcy z kosmosu. Zagrał główną rolę w filmie Balanga (1993) w reż. Łukasza Wylężałka.
Jego satyryczne rysunki publikowane były w częstochowskim dodatku Gazety Wyborczej. Jego wystawy można było oglądać m.in. w Niemczech, USA, Japonii, Hiszpanii, Holandii, Francji, Szwajcarii oraz w Polsce. Jest także autorem okładki płyty Spokojnie zespołu Kult oraz Vacanses prolongee od Les VRP.
Naucza również malarstwa w Zespole Sztuk Plastycznych im. Jacka Malczewskiego w Częstochowie.

### Życie prywatne
Mąż Ilony Pałuchy, ojciec Zofii, Karola i Leona.

## Filmografia
Filmy
- 1993: Balanga jako „Snajper”

Spektakle teatralne
- 2001: Lekcja (scenograf)